# Черуйот, Эванс
Эванс Кипроп Черуйот (англ. Evans Kiprop Cheruiyot; род. 10 мая 1982 года в деревне Капкой, Рифт-Валли, Кения) — кенийский бегун на длинные дистанции.
Эванс родился в деревне Капкой на западе Кении. Был седьмым ребёнком из девяти. После окончания начальной школы, он уезжает в Нью-Йорк по программе Национальной молодёжной службы на курсы механика, где и начинает выступать в соревнованиях. По возвращении в Кению он выигрывает полумарафон в рамках Найробийского марафона. В 2005 году участвует в кроссовых пробегах во Франции, где он со своими товарищами по команде остался без денег и еды, пока в декабре им не помогло Кенийское посольство во Франции.
В 2006 году занял второе место на Берлинском полумарафоне. В 2007 году был 3-м на Чемпионате мира по полумарафону и 1-е место на Роттердамском полумарафоне. В этом же году выигрывает дебютный Миланский марафон.

## Лучшие результаты
- 10000 метров — 27:29
- Полумарафон — 59:05
- Марафон — 2:06:25